# Уэлс (округ, Северная Дакота)
Округ Уэлс (англ. Wells County) располагается в штате Северная Дакота, США. Официально образован в 1873 году. По состоянию на 2013 год, численность населения составляла 4206 человек.

## География
По данным Бюро переписи США, общая площадь округа равняется 3 343,693 км2, из которых 3 291,893 км2 — суша, и 19,000 км2, или 1,500 % — это водоёмы.

## Население
По данным переписи населения 2000 года в округе проживает 5102 жителя в составе 2215 домашних хозяйств и 1453 семей. Плотность населения составляет 2,00 человека на км2. На территории округа насчитывается 2643 жилых строения, при плотности застройки около 1,00-го строения на км2. Расовый состав населения: белые — 99,12 %, афроамериканцы — 0,14 %, коренные американцы (индейцы) — 0,24 %, азиаты — 0,24 %, гавайцы — 0,00 %, представители других рас — 0,02 %, представители двух или более рас — 0,25 %. Испаноязычные составляли 0,29 % населения независимо от расы.
В составе 25,40 % из общего числа домашних хозяйств проживают дети в возрасте до 18 лет, 58,60 % домашних хозяйств представляют собой супружеские пары, проживающие вместе, 4,80 % домашних хозяйств представляют собой одиноких женщин без супруга, 34,40 % домашних хозяйств не имеют отношения к семьям, 32,60 % домашних хозяйств состоят из одного человека, 18,60 % домашних хозяйств состоят из престарелых (65 лет и старше), проживающих в одиночестве. Средний размер домашнего хозяйства составляет 2,25 человека, и средний размер семьи 2,85 человека.
Возрастной состав округа: 22,50 % — моложе 18 лет, 4,60 % — от 18 до 24, 22,70 % — от 25 до 44, 24,20 % — от 45 до 64, и 24,20 % — от 65 и старше. Средний возраст жителя округа — 45 лет. На каждые 100 женщин приходится 96,60 мужчин. На каждые 100 женщин старше 18 лет приходится 94,00 мужчин.
Средний доход на домохозяйство в округе составлял 31 894 USD, на семью — 39 284 USD. Среднестатистический заработок мужчины был 27 277 USD против 16 810 USD для женщины. Доход на душу населения составлял 17 932 USD. Около 10,30 % семей и 13,50 % общего населения находились ниже черты бедности, в том числе — 11,10 % молодежи (тех, кому ещё не исполнилось 18 лет) и 17,90 % тех, кому было уже больше 65 лет.